# 凱爾邁
35°37′N 0°34′W / 35.617°N 0.567°W

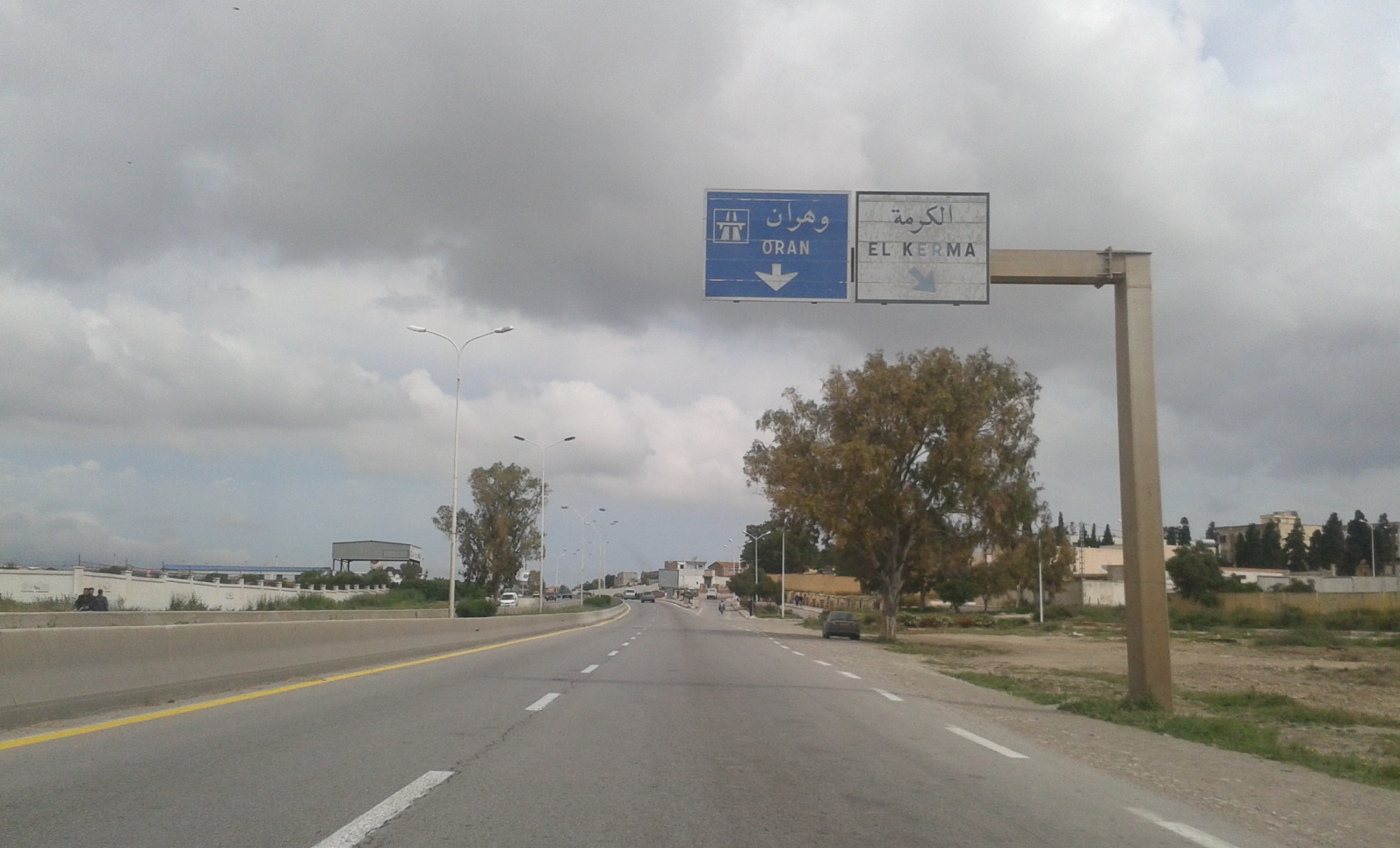

凱爾邁（阿拉伯语：‎），是阿爾及利亞的城鎮，位於該國西北部奧蘭省，由塞尼耶區負責管轄，面積64平方公里，2009年人口25,636，人口密度每平方公里403人。